# Olivier Grouillard
Olivier Grouillard (Fenouillet, 2 settembre 1958) è un pilota automobilistico francese.

## Carriera

### Le formule minori
Divenuto campione di Formula 3 nel 1984 Grouillard passò alla Formula 3000 nel 1985, rimanendovi fino al 1988, anno in cui ottenne il suo miglior piazzamento in categoria con un secondo posto dietro al brasiliano Moreno.

### Formula 1
Questo buon risultato gli permise di debuttare in Formula 1 con il team francese Ligier, con cui conquistò al Gran Premio di Francia del 1989 il suo unico punto in carriera con un sesto posto.
Negli anni seguenti il pilota francese non ottenne risultati di rilievo, complici anche le vetture poco competitive da lui guidate. Si ritirò dalla massima formula al termine della stagione 1992.

### Periodo in America
Nel 1993 Grouillard passò quindi alle Champ Car. Prese parte a 11 gare conquistando quattro punti e a fine stagione abbandonò le competizioni a ruote scoperte per dedicarsi alla guida di vetture sport, prendendo parte al Campionato FIA GT e all'American Le Mans Series

## Risultati in Formula 1
| 1989 | Scuderia | Vettura |   |    |     |   |    |    |   |   |     |    |    |     |    |     |     |     |  | Punti | Pos. |
| ---- | -------- | ------- | - | -- | --- | - | -- | -- | - | - | --- | -- | -- | --- | -- | --- | --- | --- |  | ----- | ---- |
| 1989 | Ligier   | JS33    | 9 | SQ | Rit | 8 | NQ | NQ | 6 | 7 | Rit | NQ | 13 | Rit | NQ | Rit | Rit | Rit |  | 1     | 26º  |

| 1990 | Scuderia | Vettura |     |     |     |    |    |    |     |    |    |     |    |     |    |     |    |    |  | Punti | Pos. |
| ---- | -------- | ------- | --- | --- | --- | -- | -- | -- | --- | -- | -- | --- | -- | --- | -- | --- | -- | -- |  | ----- | ---- |
| 1990 | Osella   | FA1M-E  | Rit | Rit | Rit | NQ | 13 | 19 | NPQ | NQ | NQ | NPQ | 16 | Rit | NQ | Rit | NQ | 13 |  | 0     |      |

| 1991 | Scuderia      | Vettura               |     |     |     |     |     |     |     |     |     |    |    |     |     |     |  |  |  | Punti | Pos. |
| ---- | ------------- | --------------------- | --- | --- | --- | --- | --- | --- | --- | --- | --- | -- | -- | --- | --- | --- |  |  |  | ----- | ---- |
| 1991 | Fondmetal AGS | FA1M-E / Fomet 1 JH27 | NPQ | NPQ | NPQ | NPQ | NPQ | Rit | Rit | NPQ | NPQ | NQ | 10 | Rit | NPQ | NPQ |  |  |  | 0     |      |

| 1992 | Scuderia | Vettura |     |     |     |     |   |     |    |    |    |     |     |     |     |     |     |     |  | Punti | Pos. |
| ---- | -------- | ------- | --- | --- | --- | --- | - | --- | -- | -- | -- | --- | --- | --- | --- | --- | --- | --- |  | ----- | ---- |
| 1992 | Tyrrell  | 020B    | Rit | Rit | Rit | Rit | 8 | Rit | 12 | 11 | 11 | Rit | Rit | Rit | Rit | Rit | Rit | Rit |  | 0     |      |

| Legenda | 1º posto     | 2º posto | 3º posto    | A punti         | Senza punti/Non class.  | Grassetto – Pole position Corsivo – Giro più veloce |
| Legenda | Squalificato | Ritirato | Non partito | Non qualificato | Solo prove/Terzo pilota | Grassetto – Pole position Corsivo – Giro più veloce |